# تجارت الکترونیک پارسیان
شرکت تجارت الکترونیک پارسیان، شرکت سهامی عام است که وابسته بانک پارسیان می‌باشد که در زمینه خدمات نرم‌افزاری، تجارت الکترونیک ، خدمات کارت، درگاه پرداخت و دستگاه کارتخوان فعالیت دارد. این شرکت در اردیبهشت سال ۱۳۷۹ با نام شرکت تجارت الکترونیک ایرانیان تأسیس شد، در اواخر سال  ۱۳۸۲ به نام شرکت تجارت الکترونیک پارسیان تغییر نام یافت و در سال ۱۳۸۹ با سرمایه اولیه ۵۰۳ میلیارد ریال وارد بورس تهران شد. .هنگام تأسیس، شرکت ۱۰۰٪ متعلق به سازمان گسترش صنایع ایران خودرو بود که چندی بعد ۸۰٪ سهام آن به بانک پارسیان واگذار شده و این بانک سهام‌دار اصلی شرکت شد.
رضا ساکیانی با انتخاب و حکم اعضای هیئت‌مدیره مجموعه تاپ و در راستای عمل به سیاست جوان‌گرایی در بانک پارسیان و ارتقا مسیر رشد و توسعه این شرکت پرداخت، به سمت مدیرعاملی شرکت تجارت الکترونیک پارسیان منصوب شد.

## سرویس‌ها

### درگاه پرداخت اینترنتی پارسیان
فراهم کردن درگاه پرداخت اینترنتی برای فروشگاه‌های اینترنتی، که این شرکت سعی داشته تا در راستای توسعه شبکه‌های پرداخت الکترونیک، تمامی استانداردهای امنیتی مربوط به آن را رعایت نماید.

## نمایندگی‌ها
سیاست‌های کلی شرکت تجارت الکترونیک پارسیان به گونه‌ای است که به منظور فعالیت خود در نقاط مختلف،‌علاوه بر افتتاح شعب رسمی، از اشخاص حقوقی و حقیقی به عنوان نماینده استفاده می‌کند.

### شعبه‌های رسمی
| ردیف | عنوان شعبه                  | منطقه / محدوده    | مدیر شعبه           |
| ---- | --------------------------- | ----------------- | ------------------- |
| ۱    | آذربایجان شرقی ۱            | آذربایجان شرقی    | سیدمهرداد سیدحسین‌چی |
| ۲    | آذربایجان شرقی ۲            | آذربایجان شرقی    | رضا احمدی قشلاقی    |
| ۳    | بازاریابی و فروش تهران مرکز | تهران             | آرمین حبیب          |
| ۴    | تهران ۱                     | تهران             | رامین امامی خوئی    |
| ۵    | تهران ۷                     | تهران             | رامین امامی خوئی    |
| ۶    | چابهار                      | سیستان و بلوچستان | یونس لال محمدی      |
| ۷    | هرمزگان                     | هرمزگان           | وحید چگنی           |

### نمایندگی‌های رسمی
| ردیف | استان / منطقه       | شرکت نماینده                       | مدیر عامل                           |                |
| ---- | ------------------- | ---------------------------------- | ----------------------------------- | -------------- |
| ۱    | آذربایجان غربی      | تجارت الکترونیک آرمان پارسیان      | ایوب محمدی                          |                |
| ۲    | اردبیل              | آسان مهرپرداز الکترونیک آرتا       | یاسر مردانه                         |                |
| ۳    | اصفهان              | تجارت الکترونیک برنا سپاهان        | حسین شفیعی‌زادگان اصفهانی            |                |
| ۴    | اصفهان              | تجارت الکترونیک ایرسا              | حمیدرضا حاجی حیدری                  |                |
| ۵    | البرز               | فناوری ارتباطات توان سیستم         | محمد محمدی کوشا                     |                |
| ۶    | ایلام               | سانا تجارت فرداد زاگرس             | مهدی مامی                           |                |
| ۷    | بوشهر               | شیروان تجارت نوین خلیج فارس        | ندا رمضانیان                        |                |
| ۸    | تهران               | تجارت الکترونیک فخرآفرین پارسیان   | سیدعباس حسینی                       | جنوب شرق تهران |
| ۹    | تهران               | تجارت الکترونیک پارس هما           | حسن ابراهیمی                        | جنوب غرب تهران |
| ۱۰   | تهران               | خاوران الکترونیک پارسیان           | سعید صادقی                          | تهران ۲        |
| ۱۱   | تهران               | آرمان ناظر اقتصاد پویا             | عباس احمدی                          | تهران ۳        |
| ۱۲   | تهران               | پردیس هوشمند پارسیان               | امید آقاجانی                        | تهران ۵        |
| ۱۳   | تهران               | احتشام پارسیان                     | سما پورمقدم                         | تهران ۶        |
| ۱۴   | تهران               | فرداد الکترونیک پردیس مهام         | هادی رزاق‌زاده                       | تهران ۱۰       |
| ۱۵   | چهارمحال و بختیاری  | مانا الکترونیک پارسیان             | بهرام دهقان                         |                |
| ۱۶   | خراسان جنوبی        | فن آوران نوین ارتباط پارسا شرق     | محسن رفیق نامقی                     |                |
| ۱۷   | خراسان رضوی         | نام آوران پارسیان خراسان نوین      | محمدرضا اسدی                        |                |
| ۱۸   | خراسان رضوی         | فیدار ارتباط پایدار مسرور          | مسعود مسرور                         |                |
| ۱۹   | خراسان شمالی        | پایادانش مدیران پارسیان خراسان     | امین مرندی                          |                |
| ۲۰   | خوزستان             | پدیده پرداخت هوشمند پارسیان        | محسن قلی‌زاده                        |                |
| ۲۱   | خوزستان             | امید الکترونیک اروند               | امید کاشفی                          |                |
| ۲۲   | زنجان               | کرانه الکترونیک پارسیان            | رقیه بهرامی                         |                |
| ۲۳   | سمنان               | صبا پردازش قومس                    | مجتبی صباغیان                       |                |
| ۲۴   | سیستان و بلوچستان   | آرکا ارتباطات سپهر                 | بهناز قاسمی                         |                |
| ۲۵   | فارس                | رایان ارتباط تجارت پارسیان         | سیدمحمدجواد طاهری                   |                |
| ۲۶   | قزوین               | بارمان تجارت پردیس پارسیان         | بابک ملک محمدی                      |                |
| ۲۷   | قم                  | فیدار تجارت نوین                   | محبوبه صابری                        |                |
| ۲۸   | کهگیلویه و بویراحمد | دل آرام دنا                        | سید صادق نوروزپور مهریان            |                |
| ۲۹   | کردستان             | راژور پرداخت پارسیان کردستان       | مجتبی فاتحی‌پور                      |                |
| ۳۰   | کرمان               | توسعه نوین ارگ کویر پارسیان        | عبدالرسول پورمیرزائی                |                |
| ۳۱   | کرمانشاه            | تجارت الکترونیک گستر پارسیان غرب   | روح‌اله ملکیان                       |                |
| ۳۲   | گلستان              | پیشرو پردازش ماکان                 | میلاد یوسفی                         |                |
| ۳۳   | گیلان               | کار و تجارت گیلار الکترونیک        | مجید سلطان‌زاده مقدم                 |                |
| ۳۴   | گیلان               | تجارت الکترونیک آتی پرداز گیلانیان | معصومه ابراهیمی تازه آبادی گلوندانی |                |
| ۳۵   | لرستان              | پیشرو پردازش اقتصاد پویا باختر     | سجاد بیات                           |                |
| ۳۶   | مازندران            | توسعه تجارت نسیم پارسیان           | حسین خورسندی                        |                |
| ۳۷   | مازندران            | پویا الکترونیک اطلس مازند          | حسین اسدی اوریمی                    |                |
| ۳۸   | مرکزی               | پارسیان پردازش ساینا               | میلاد نیکبخت                        |                |
| ۳۹   | همدان               | تأمین زاگرس سینا                   | محمدحسین سلیمیان                    |                |
| ۴۰   | یزد                 | دایان صنعت ایساتیس پارسیان         | محمداسلامی                          |                |